# زتا زن برزنجیر

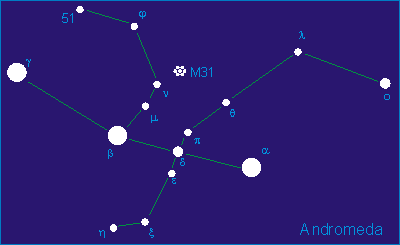
نمودار ستارهٔ «زتا زن برزنجیر» در صورت فلکی آندرومدا – ۲۰۰۶

زتا زن برزنجیر یک ستاره است که در صورت فلکی آندرومدا قرار دارد.